# Bisbat de Bafatá
La diòcesi de Bafatá (en llatí: Dioecesis Bafatana) és una seu de l'Església catòlica immediatament subjecta a la Santa Seu, situada a l'estat africà de Guinea Bissau. El 2012 tenia 36.400 batejats sobre 685.000 habitants. L'actual bisbe és Carlos Pedro Zilli, P.I.M.E.

## Territori
La diòcesi comprèn les següents regions de Guinea Bissau: Gabú, Bafatá, Quinara, Tombali i Bolama. La seu bisbal és la ciutat de Bafatá, on s'hi troba la catedral de Nossa Senhora da Graça. El territori s'estén sobre 24.635 km² i se subdivideix en 10 parròquies.

## Història
La diòcesi fou erigida el 13 de març de 2001 amb la butlla Cum ad fovendam del papa Joan Pau II, amb part del territori de la diòcesi de Bissau.

## Cronologia de bisbes
- Carlos Pedro Zilli, P.I.M.E., des del 13 de març de 2001

## Estadístiques
La diòcesi a finals de l'any 2012 sobre una població de 685.000 persones tenia 36.400 batejats, corresponent al 5,3% del total.
| any  | població | població | població | sacerdots | sacerdots       | sacerdots       | sacerdots             | diàques | religiosos | religiosos | parroquies |
| ---- | -------- | -------- | -------- | --------- | --------------- | --------------- | --------------------- | ------- | ---------- | ---------- | ---------- |
| any  | batejats | total    | %        | total     | clergat secular | clergat regular | batejats por sacerdot | diàques | homes      | dones      |            |
| 2001 | 31.000   | 490.000  | 6,3      | 16        | 4               | 12              | 1.937                 |         | 13         | 30         | 9          |
| 2002 | 31.000   | 490.000  | 6,3      | 10        | 7               | 3               | 3.100                 |         | 4          | 25         | 4          |
| 2003 | 31.000   | 511.000  | 6,1      | 9         | 6               | 3               | 3.444                 |         | 6          | 32         | 4          |
| 2004 | 31.000   | 490.000  | 6,3      | 12        | 6               | 6               | 2.583                 |         | 9          | 32         | 6          |
| 2006 | 33.000   | 511.000  | 6,5      | 17        | 10              | 7               | 1.941                 |         | 9          | 35         | 11         |
| 2007 | 33.000   | 523.000  | 6,3      | 19        | 11              | 8               | 1.736                 |         | 10         | 31         | 10         |
| 2012 | 36.400   | 685.000  | 5,3      | 21        | 9               | 12              | 1.733                 |         | 13         | 28         | 10         |